# Seebergen (Drei Gleichen)
Seebergen ist ein Ortsteil der Landgemeinde Drei Gleichen im thüringischen Landkreis Gotha.

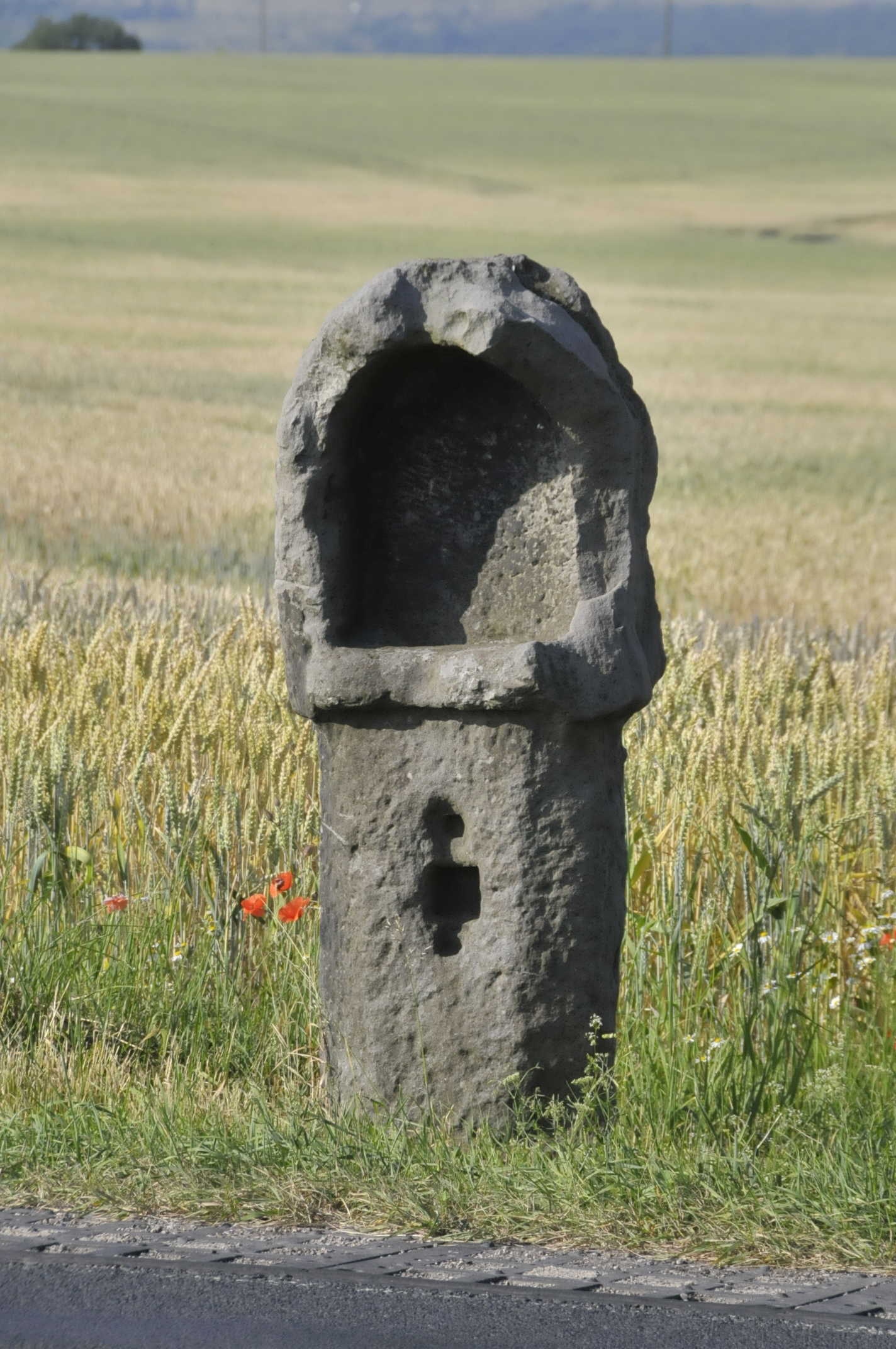
Bildstock an der Wanderslebener Straße

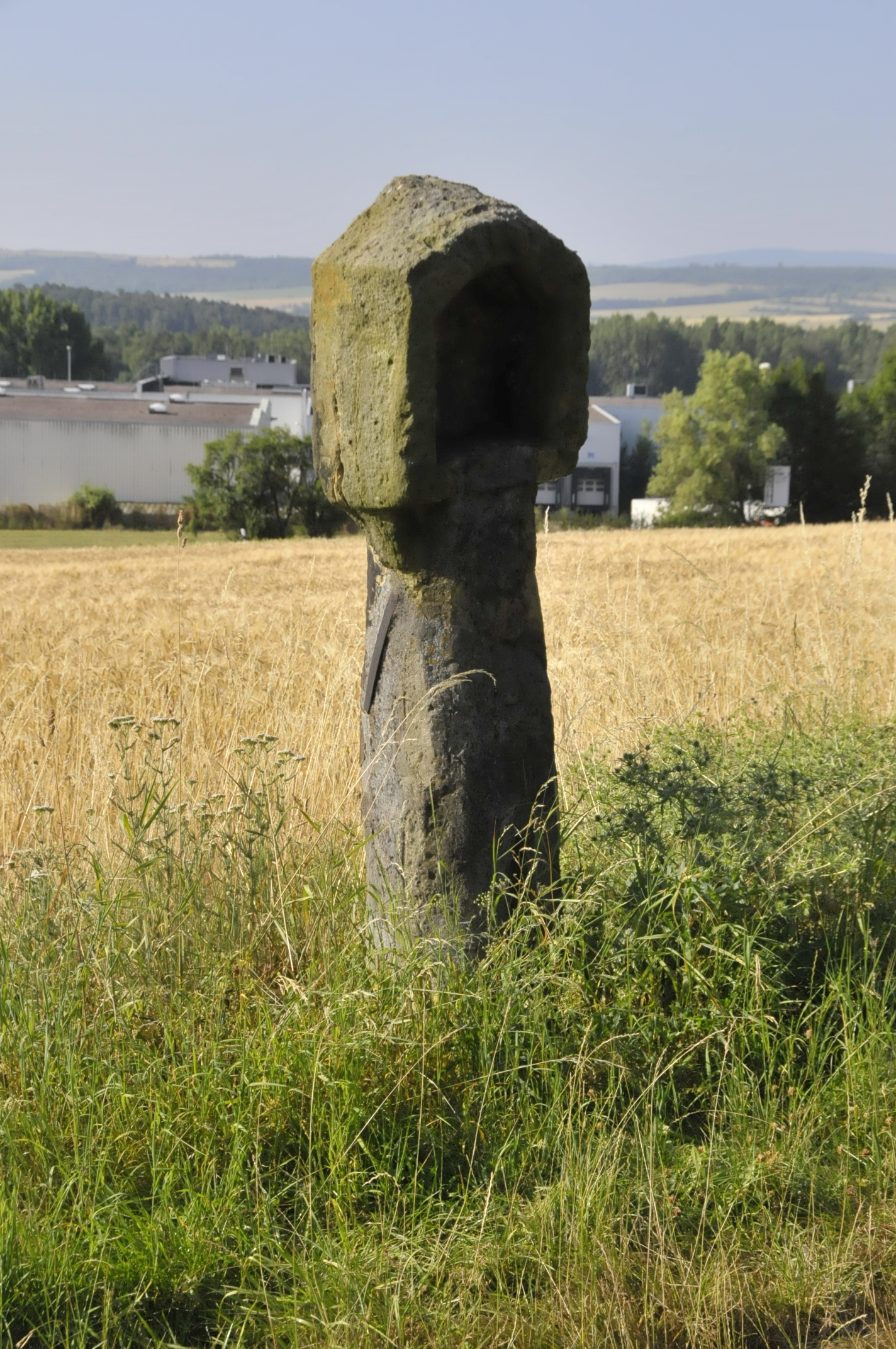
Bildstock an der Straße Am Weinberg

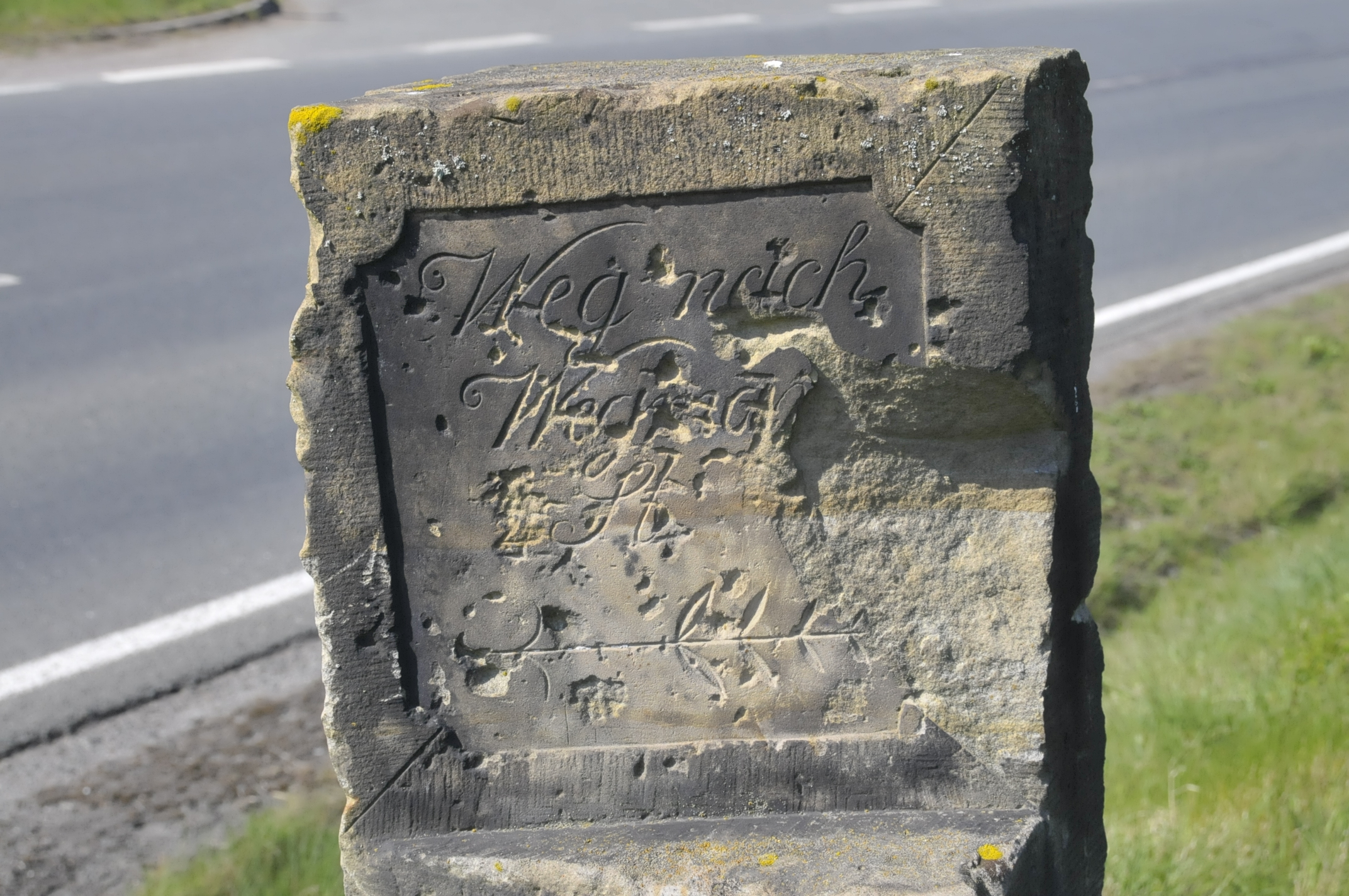
Inschrift der Wegweisersäule an der Wechmarer Straße

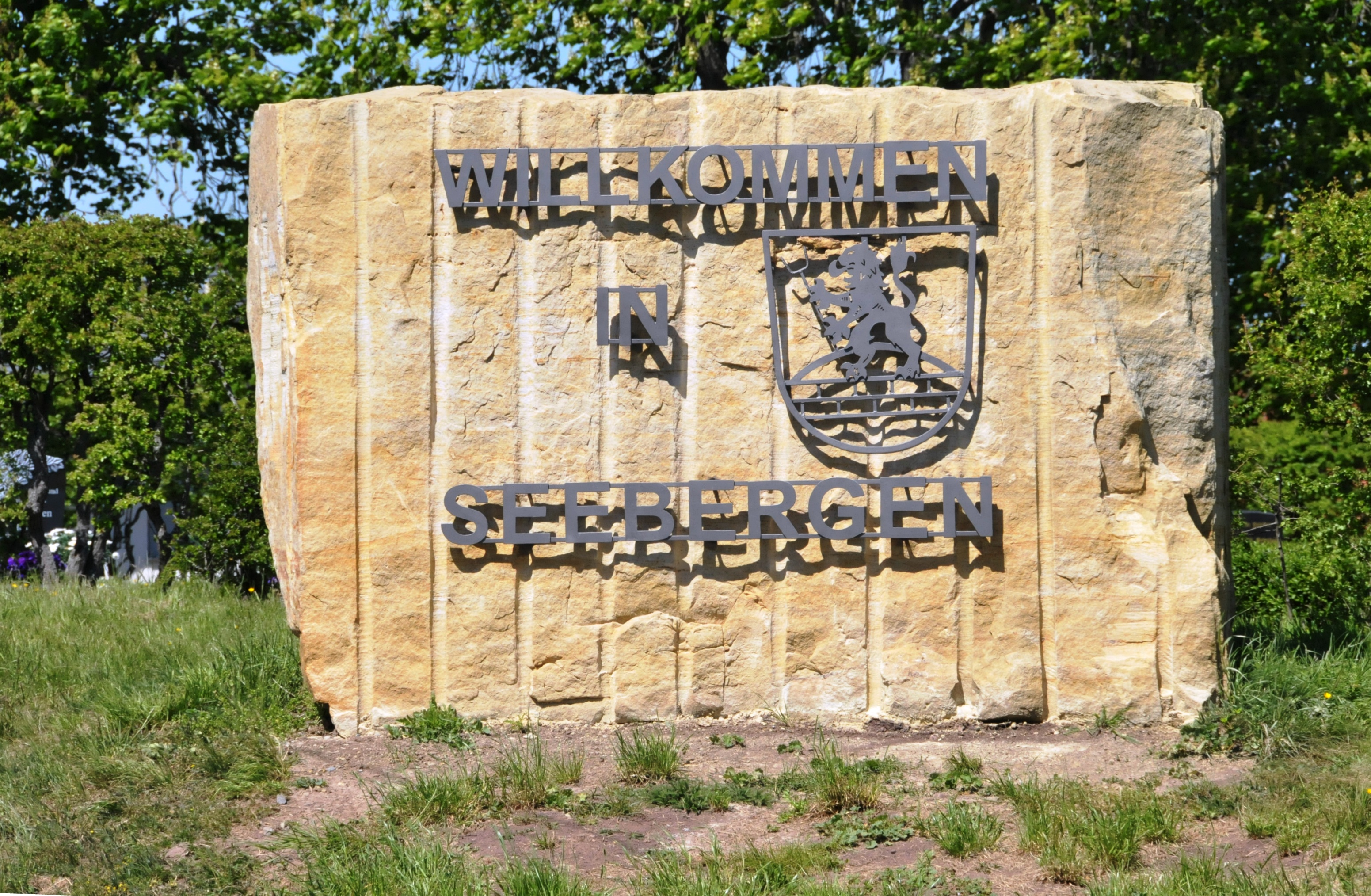
Sandsteinblock mit Begrüßung am Ortseingang Wanderslebener Straße

## Geografie
Seebergen liegt am östlichen Fuß des weithin bekannten und als Ausflugs- und Wanderziel beliebten Naturschutzgebietes Seeberg, dessen höchste Erhebung, der Große Seeberg, sich in nur 500 m (horizontaler) Entfernung von etwa 290 m Höhe auf 409,2 m ü. NN Höhe erhebt. Im Norden, Osten und Süden erstreckt sich das flachhügelige Gelände des Thüringer Beckens. Außer dem bewaldeten Seeberg verfügt die Seebergener Gemarkung über keine Waldflächen. Einziges Fließgewässer ist der Rotbach, der im Norden das Ortsgebiet durchfließt.
Benachbarte Orte sind (im Uhrzeigersinn)
| | Tüttleben                                   | Grabsleben                                                                |
| Gotha mit seinen Stadtteilen Töpfleben, ebenfalls landschaftlich getrennt durch den Seeberg und Siebleben | Kompassrose, die auf Nachbargemeinden zeigt | Cobstädt                                                                  |
| Günthersleben                                                                                             | Wechmar                                     | Wandersleben landschaftlich getrennt von Wechmar durch den Großen Seeberg |

## Geschichte
Der auf dem Grieshög (Lage→) liegende Grabhügel wurde bereits in der Jungsteinzeit angelegt. Das dort gefundene Grab ist eine Nachbestattung der Hallstattzeit. Es wurden Bronzeschmuckgegenstände, Wendelringe und Bernsteinperlen geborgen. Seebergen bildete ein Vogteiamt, das als Enklave im Herzogtum Sachsen-Gotha zur Unterherrschaft des Fürstentums Schwarzburg-Rudolstadt gehörte. 1825 trat das Fürstentum Schwarzburg-Rudolstadt die Exklave Amt Seebergen an das Herzogtum Sachsen-Gotha-Altenburg ab, wodurch es nach 1858 zum Landratsamt Gotha im Herzogtum Sachsen-Coburg und Gotha gehörte.
Sechs Jugendliche von 15 und 16 Jahren aus Seebergen wurden im Februar 1946 wegen angeblicher Zugehörigkeit zum „Werwolf“ durch ein sowjetisches Militärtribunal verurteilt. Zwei von ihnen kamen im sowjetischen Speziallager Sachsenhausen um.
Seebergen gehörte von 1992 bis 2008 der Verwaltungsgemeinschaft Drei Gleichen an und ist seit dem 1. Januar 2009 ein Ortsteil der Gemeinde Drei Gleichen.

## Einwohnerentwicklung
Entwicklung der Einwohnerzahl (31. Dezember 2007):
| - 1994 – 1.378 - 1995 – 1.389 - 1996 – 1.385 - 1997 – 1.366 | - 1998 – 1.320 - 1999 – 1.327 - 2000 – 1.316 - 2001 – 1.304 | - 2002 – 1.341 - 2003 – 1.338 - 2004 – 1.320 - 2005 – 1.314 | - 2006 – 1.311 - 2007 – 1.297 - 2008 – 1.275 - 2010 – 1.278 |

## Sehenswürdigkeiten und Veranstaltungen
Siehe auch: Liste der Kulturdenkmale in Drei Gleichen (Gemeinde)

### Seeberg
- Westlich des Ortes liegt der Große Seeberg mit einer Höhe von 409 m über Normalnull. In zwei Steinbrüchen wird am Berg seit Jahrhunderten der bekannte Seeberger Sandstein abgebaut. 1067, beim Bau der Wartburg, wurde bereits Rhätsandstein verwendet. Ebenfalls wurde der Seeberger Sandstein u. a. beim Bau des Erfurter Doms, des Reichstagsgebäudes in Berlin und des Schlosses Friedenstein in Gotha verwendet. Durch den Abbau kam es bei den Sandsteinarbeitern zu einer Atemwegserkrankung, die schon seit dem 18. Jahrhundert als Seeberger Sandsteinbrecherkrankheit bezeichnet wird.
- Auf dem Bergkamm befindet sich eine inzwischen zugeschüttete Bunkeranlage der NVA. Es gab Raketenstellungen auf dem Berg, ein Flugabwehrraketen-System der „51. FRBr“ war dort stationiert.
- Auf dem Großen Seeberg wurde im 18. Jahrhundert die erste Sternwarte in Thüringen eingerichtet. Sie wurde durch die sowjetischen Besatzungstruppen aus militärischen Gründen zerstört.
- Auf halber Höhe des Seebergs oberhalb Seebergens liegt das Ausflugslokal Zum Düppel, von dem man bei gutem Wetter eine schöne Aussicht auf die Ebene südlich und östlich von Seebergen hat. Es wurde zum Gedenken an die Stürmung der Düppeler Schanzen 1864 mit diesem Namen versehen.

### Feste und Veranstaltungen
- Bekannt ist der Ort für seine traditionelle Salatkirmes, die am ersten Juliwochenende alljährlich von der Kirmesgesellschaft des Ortes veranstaltet wird.
- Der Feuerwehrverein Seebergen führte im Jahr 2008 erstmals das Landesfeuerwehr-Fahnentreffen in Thüringen durch. Von nun an werden alle zwei Jahre diese Treffen im Thüringer Land fortgesetzt. Bewerben können sich alle Thüringer Feuerwehren.
- Der seit 1997 regelmäßig stattfindende Seeberger Flurzug ist die traditionelle Fortsetzung der einstmals üblichen Flur- und Grenzbegehungen. Im Jahr 2012 begaben sich die Teilnehmer nach einer Busfahrt auf eine dreistündige, geführte Wanderung durch den bei Tambach-Dietharz liegenden Seeberger Waldbesitz („Gemeindewald“). Wie die Dorfgemeinschaft in den Besitz des Waldgebietes gekommen ist, ist unklar. (Siehe auch: Wie die Flurzüge früher stattfanden.)

### Bildstöcke, Steinkreuze und Wegweisersäulen
- Ein Heiligenbildstock steht an der Wanderslebener Straße im Osten der Ortslage ⊙. Er gehört vermutlich zu einem einstmals 14 Stationen umfassenden Kreuzweg. Ein weiterer Bildstock wurde im Jahre 2013 bei Straßenbauarbeiten im Bereich der Kreuzung Allee-/Hauptstraße in „beträchtlicher“ Tiefe gefunden. Er wurde bei den Baggerarbeiten zerbrochen, so dass nur das Oberteil erhalten blieb. Sein Alter wird mit dem Bau der spätgotischen Seeberger Hallenkirche gleichgesetzt, die 1511 erbaut wurde. Ein dritter noch erhaltener Bildstock steht an der Straße „Am Weinberg“ im Süden Seebergens, wo die Ortslage „Heilige Lehne“ genannt wird.[7]
- Am Friedhof, zu Beginn der Straße „An den Steinkreuzen“, stehen zwei davon, vermutlich aus dem 17. Jahrhundert. Es wird vermutet, dass es sich um Pestsäulen handelt.

Vermutlich bildeten die Steinmale einen Kreuzweg entlang der „Schmalkaldischen Handelsstraße“, die nordwestlich von Grabsleben, etwa am „Gleichenhof“, von der Via Regia (heute B 7) abzweigte
- Ganz in der Nähe, an der Wechmarer Straße, steht eine Wegweisersäule mit quadratischem Querschnitt, die den Weg nach Wechmar anzeigt.
- Seit April 2016 werden die Besucher des Ortes, wenn sie aus Richtung Wandersleben kommen, von einer Willkommensschrift auf einem tonnenschweren Block Seeberger Sandsteins begrüßt.

### St.-Georg-Kirche
- Sehenswert ist die Kirche St. Georg.

### Sonstiges
Die Gemeinde Drei Gleichen hat in Seebergen im Jahre 2016 einen historisch-touristischen Rundgang eingerichtet und mit Infotafeln an jeder der elf Stationen ausgestattet.

## Verkehr

### Schienenverkehr

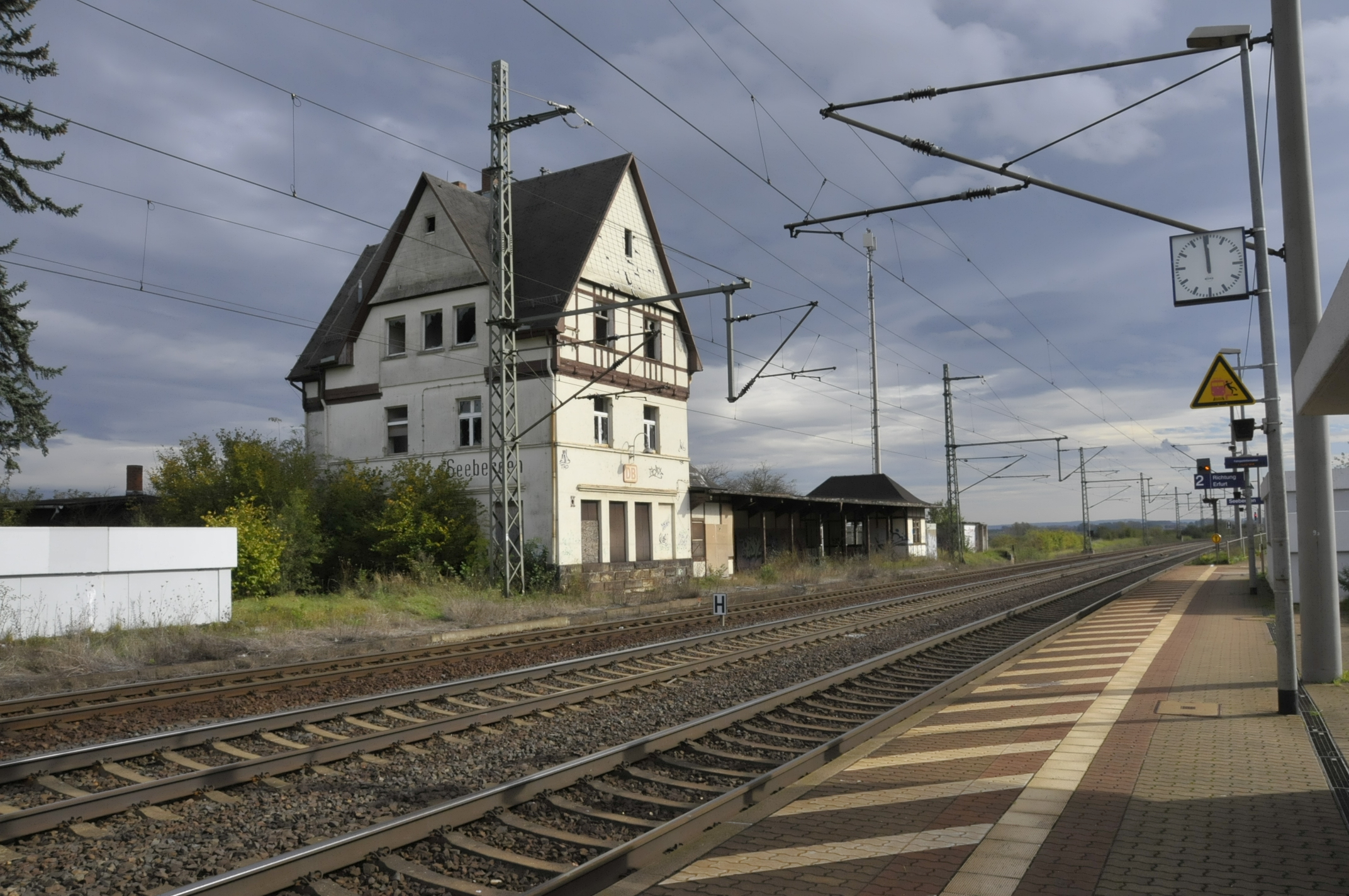
Das leerstehende Bahnhofsgebäude an der Bahnstrecke Gotha–Erfurt wurde im September 2016 abgerissen. Eine erneute Bebauung ist nicht vorgesehen.

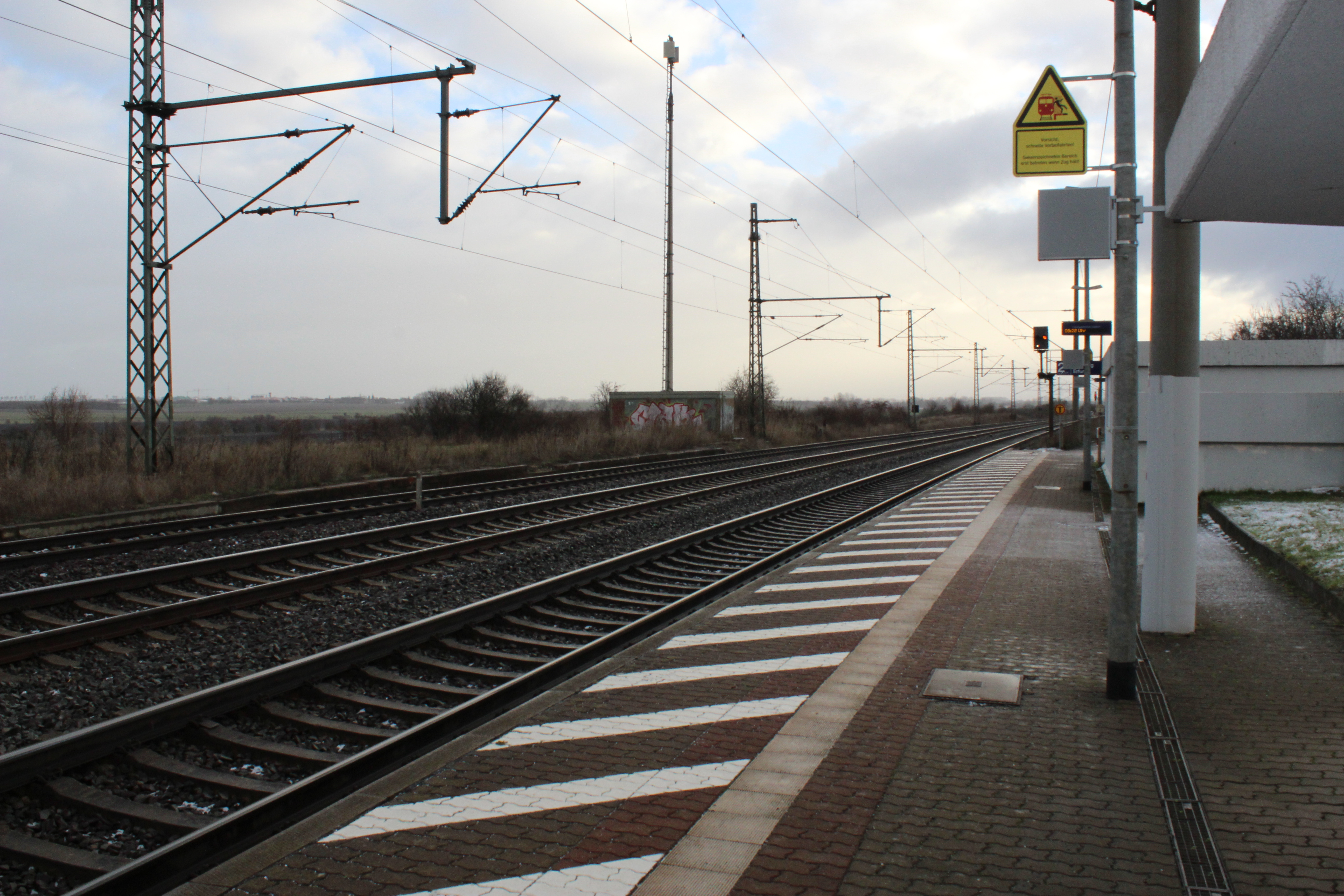
Bahnhof ohne das inzwischen abgerissene Empfangsgebäude (2019)

Der Bahnhof Seebergen an der Thüringer Bahn wurde 1912 errichtet. Zuvor bestand seit 1847 ein Haltepunkt weiter östlich, der Seebergen und den Nachbarort Cobstädt erschloss. Das Bahnhofsgebäude wurde bis in die 1990er Jahre als Wohnraum für Bahnmitarbeiter und als Fahrkartenverkauf genutzt. Danach stand es leer. Ende 2016 wurde es abgerissen. Heute verkehrt hier die RB 20  Eisenach – Gotha – Erfurt – Weimar  – Naumburg – Leipzig im Stundentakt, betrieben von Abellio Rail Mitteldeutschland.

### Straßenverkehr
Seebergen liegt nördlich der Bundesautobahn 4 und ist über die Anschlussstelle Wandersleben zu erreichen. Verkehrstechnisch ist der Ort außerdem durch die Kreisstraßen 1 und 2 mit den größeren Orten Gotha, Wandersleben und Günthersleben-Wechmar verbunden. Busverbindungen bringen die Fahrgäste nach Wechmar, Grabsleben, Wandersleben und Gotha.

## Persönlichkeiten

### Söhne und Töchter des Ortes
- Erhardus Sperber (1529–1608), evangelischer Theologe
- Julius Sperber (um 1540–1616), mystischer Schriftsteller, Kabbalist, Isagoge und Alchemist
- Johann Conrad Weißhaupt (1657–1727), Orgelbauer
- Johannes Bubbe (1687–1741), Mediziner und Heimatforscher, nach ihm ist die Dr.-Bube-Straße benannt.
- Johann Wilhelm Bartholomäus Rußwurm (1770–1855), lutherischer Pastor und Autor
- Johann Georg Rußwurm (1781–1848), lutherischer Pastor und Autor
- Ernst Anding (1860–1945), Astronom
- Marcel Wendelin (* 1939), ehemaliger Leichtathlet

### Personen mit Bezug zum Ort
- Johann Michael Gutjahr (Mitte des 18. Jahrhunderts), deutscher Orgelbauer
- Wilhelm Busch, Politiker, leitete von 1928 bis 1932/33 die Ortsgruppe der NSDAP
- Gustav Leutelt (1860–1947), in Seebergen gestorben, sudetendeutscher Dichter und Schriftsteller

## Partnerschaften
Die Partnergemeinde von Seebergen ist Oberboihingen in Baden-Württemberg.

## Trivia
Die Seeberger nennen sich und werden von den Nachbargemeinden Spitzköpfe genannt. Ein Grund für diesen Ortsnecknamen ist (derzeit) nicht bekannt.